# Денежниково (Можайский район)
Денежниково — деревня в Можайском районе Московской области, в составе Сельского поселения Борисовское. Численность постоянного населения по Всероссийской переписи 2010 года — 2 человека. До 2006 года Денежниково входило в состав Борисовского сельского округа.
Деревня расположена в южной части района, примерно в 7 км к югу от Можайска, на левом берегу безымянного правого притока реки Мжут, высота центра над уровнем моря 206 м. Ближайший населённый пункт — Пятково в 600 м на восток.